# Gezondheidscommissie
Een gezondheidscommissie was in Nederland een gemeentelijk adviesorgaan dat zich richtte op het verbeteren van de openbare hygiëne en volksgezondheid. De commissie was onder meer belast met het toezicht op volkshuisvesting, de gezondheidszorg, arbeidsomstandigheden en de verzameling en afvoer van huisvuil. 
De reden tot de oprichting van gezondheidscommissies was het beteugelen van de besmettelijke cholera-epidemieën die in de zestiger jaren van de 19e eeuw in Nederland heersten. In deze jaren werden daartoe op particulier initiatief gezondheidscommissies opgericht. 
Op 1 november 1865 kwam er door wetgeving van staatswege geneeskundig toezicht.In enkele gemeenten werd daarna een gemeentelijke Gezondheidscommissie ingesteld, benoemd door de gemeenteraad. 
Aan het begin van de twintigste eeuw nam de rijksoverheid maatregelen op het terrein van de gezondheidszorg. De Gezondheidswet van 21 juni 1901 regelde het staatstoezicht op de volksgezondheid, en verving daarmee de wet uit 1865. In iedere gemeente met meer dan 18.000 inwoners diende een Gezondheidscommissie te worden ingesteld. Het toezicht werd daarbij opgedragen aan de Centrale Gezondheidsraad (na 1919 de Gezondheidsraad), Hoofdinspecteurs van de Volksgezondheid, Inspecteurs van de Volksgezondheid en de Gezondheidscommissies. De richtlijnen voor deze Gezondheidscommissies werden 1 december 1903 van kracht in opdracht van het Ministerie van Binnenlandse Zaken. De commissieleden kwamen uit verschillende beroepsgroepen. Voor advies kon de Gezondheidscommissie zich wenden tot de Inspecteur voor de Volksgezondheid. 
Bij wetswijziging van 14 december 1933 werden de gezondheidscommissies opgeheven.

## Taken
Naast de controle op uitvoering van wetten en verordeningen behoorde ook het toezicht houden op:
- water- en luchtverontreiniging
- begraafplaatsen
- drinkwatervoorziening
- de volkshuisvesting
- reinigingsdienst
- gebouwen en woonvormen als schepen, woonwagens en dergelijke
- scholen
- fabrieken en werkplaatsen
- ziekten
- bouw- en woningtoezicht
- krottopruiming en het bouwen van arbeiderswoningen
- geneeskundige armverzorging
- levens- en genotmiddelen
- gebruiksartikelen